# Dictionnaire Infernal

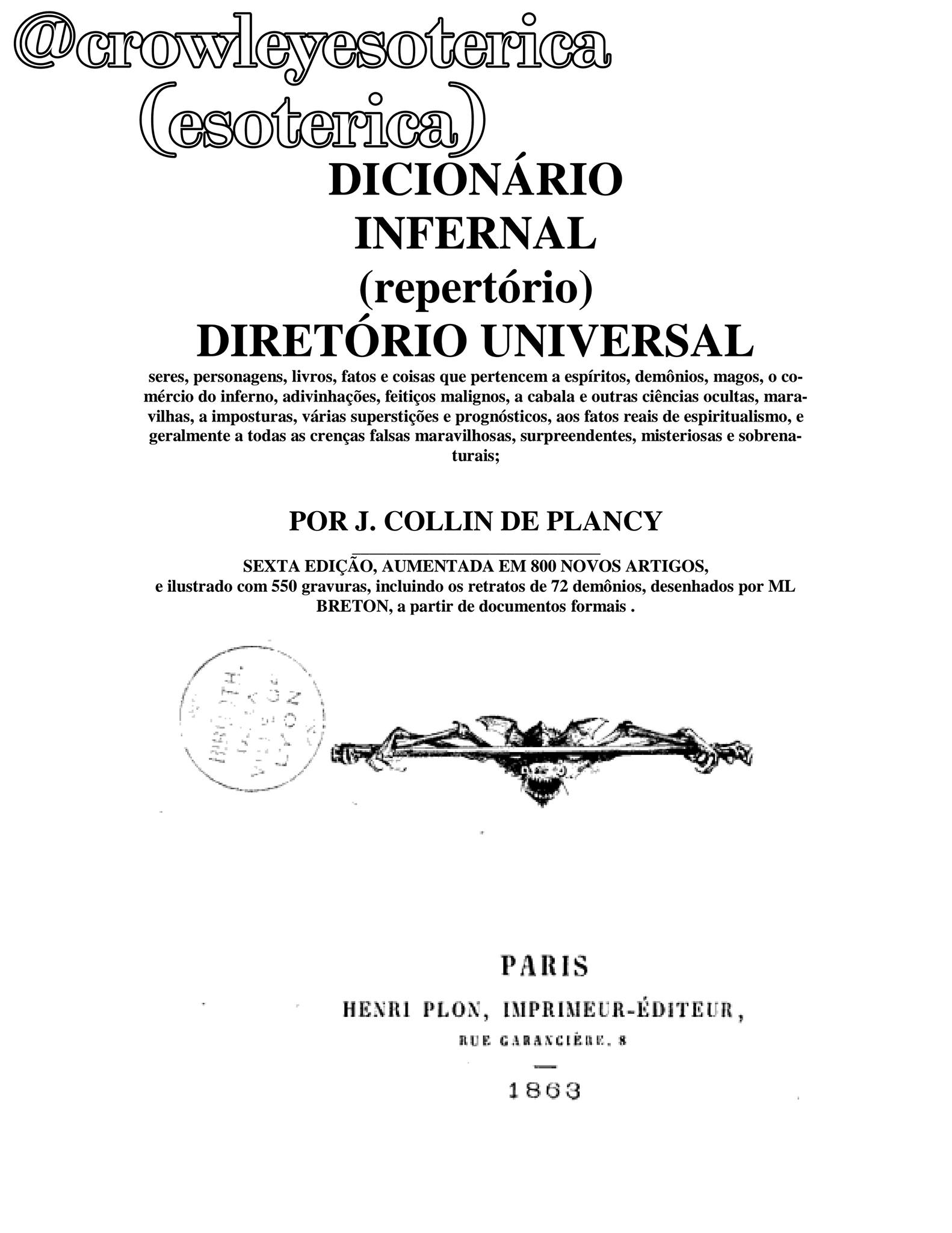
primeira pagina dicionário infernal 1863

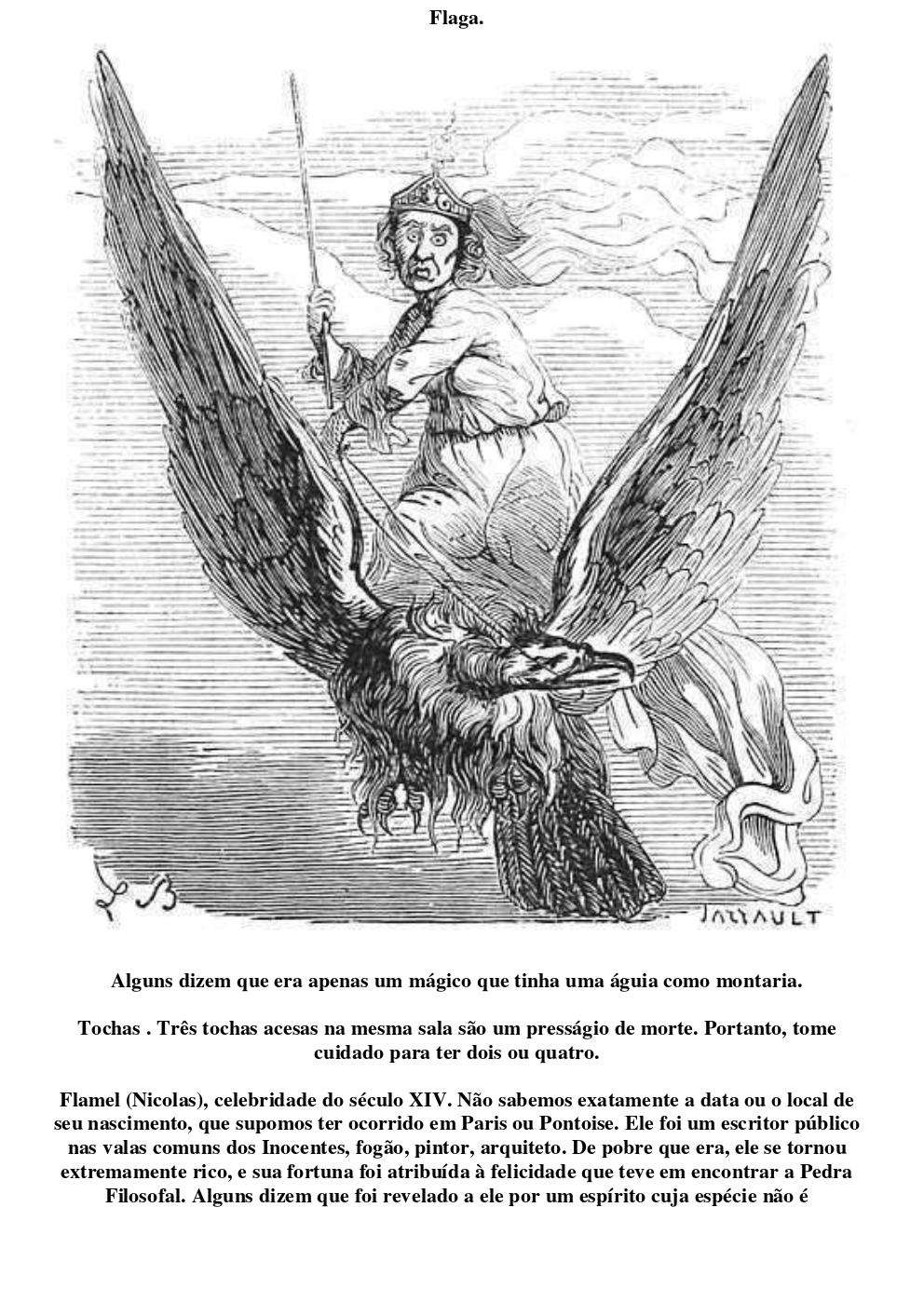
Dicionário infernal demônio flaga daimon

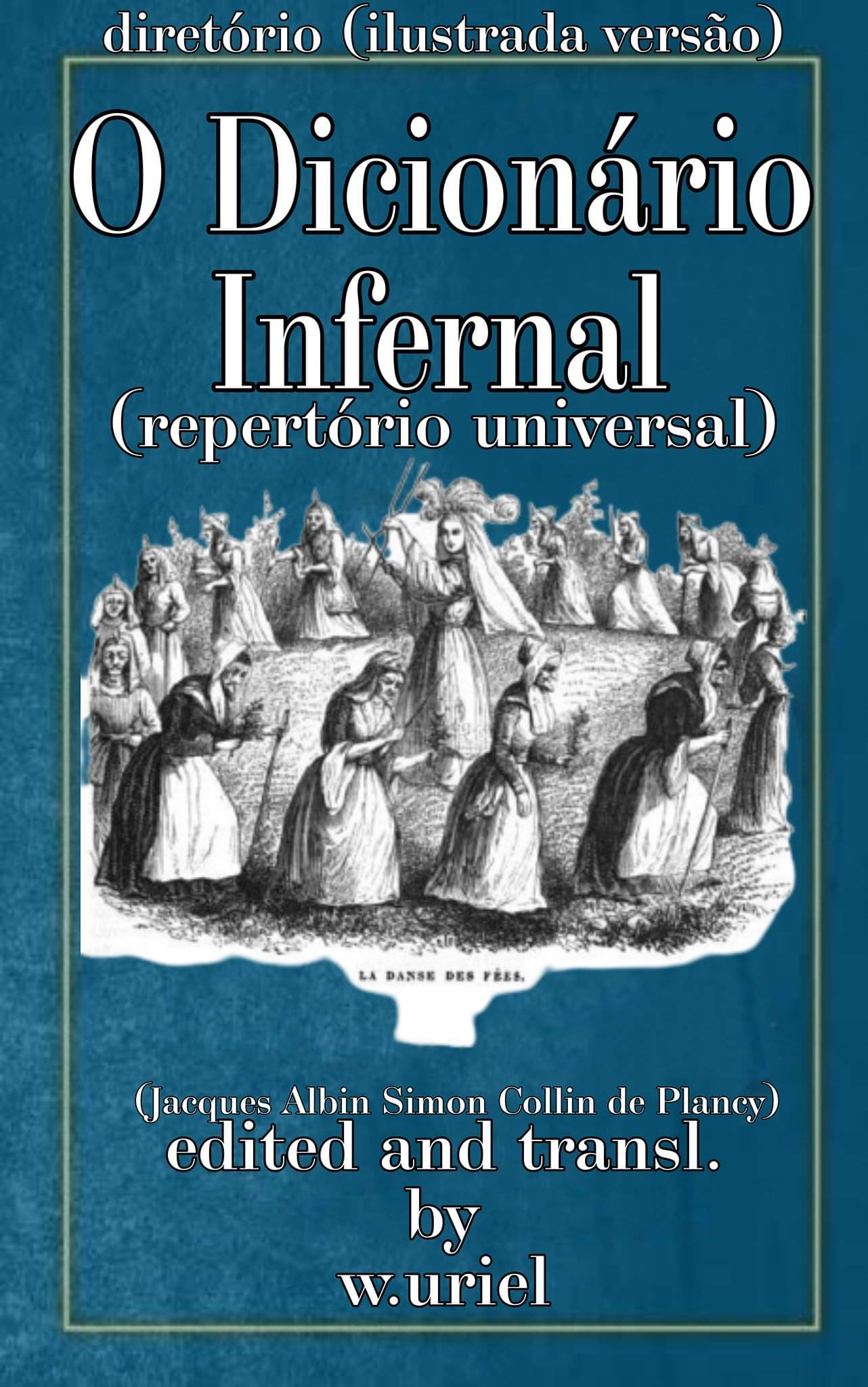
o titulo pra as versões em português é diretório ou (repertório) conforme foto apresentada

Dictionnaire Infernal ou Dicionário Infernal (em língua portuguesa), é um livro sobre demonologia ilustrada, organizada em hierarquias infernais, escrito por Jacques Auguste Simon Collin de Plancy e publicado no ano de 1818.
Havia várias edições do livro, mas talvez a mais famosa seja a edição de 1863, em que foram adicionada sessenta e nove ilustrações ao livro. Essas ilustrações são desenhos que tentam retratar as descrições do aparecimento de vários demônios. Muitas dessas imagens foram usadas mais tarde, na edição de Samuel Liddell MacGregor Mathers, na Chave Menor de Salomão, embora algumas das imagens tenham sido removidas.
O livro foi publicado pela primeira vez em 1818 e, em seguida, dividido em dois volumes, com seis reimpressões e muitas mudanças entre 1818 e 1863. Este livro tenta dar conta de todo o conhecimento sobre superstições e demonologia.
Uma revisão de 1822, lê-se:
| “ | Anecdotes du dix-neuvième siècle ou historiettes inédites, anedoctes récentes, traits et mots peu connus, aventures singulières, citations, rapprochements divers et pièces curieuses, pour servir à l'histoire des mœurs et de l'esprit du siècle où nous vivons comparé aux siècles passés. Piadas do século XIX, ou histórias, piadas recentes, as características e as palavras pouco conhecidas, aventuras singulares, citações diversas, compilações e peças curiosas, para ser utilizado para a história dos costumes e da mente do século em que vivemos, em comparação com séculos passados. | ” |

A capa para a edição de 1826 diz:
| “ | Dictionnaire infernal ou Bibliothèque Universelle sur les êtres, les personnages, les livres, les faits et les choses, qui tiennent aux apparitions, à la magie, au commerce de l'enfer, aux divinations, aux sciences secrètes, aux grimoires, aux prodiges, aux erreurs et aux préjugés, aux traditions et aux contes populaires, aux superstitions diverses, et généralement à toutes les croyances merveilleuses, surprenantes, mystérieuses et surnaturelles. Dicionário Infernal, ou uma Biblioteca Universal, sobre os seres, personagens, livros, escrituras, e as causas que dizem respeito às manifestações e magia do tráfico do Inferno; adivinhações, ciências ocultas, grimórios, maravilhas, erros, preconceitos, tradições, lendas, as superstições diversas, e em geral, toda a espécie de sorte maravilhosa, crenças surpreendentes, misteriosa e sobrenatural. | ” |

Influenciado por Voltaire, Collin de Plancy, inicialmente, não acreditava em muitas superstições. Por exemplo, o livro tranquiliza seus contemporâneos, como aos tormentos do inferno: "Negar que existem sofrimentos e recompensas após a morte, é para negar a existência de Deus, pois Deus existe, ele deve ser necessariamente assim. Mas só Deus poderia saber o punições para os culpados, ou o lugar que os detém. Todos os catálogos feitos antes, são apenas fruto de uma imaginação mais ou menos desordenada. Teólogos deve deixar para os poetas a representação do Inferno, e não se procuram amedrontar as mentes com pinturas horríveis e terríveis livros "(pág. 164).
Mas o ceticismo de Collin de Plancy escurecia com o tempo. Até o final de 1830 ele certamente torna-se um entusiasta Católico, para a consternação de seus anteriores admiradores .
Ele abjura (renuncia solenemente) e modifica seus trabalhos anteriores e faz uma revisão total no seu Dictionnaire Infernal, para colocá-lo em conformidade com o cânones (constituição da igreja), da Igreja Católica Romana. A sexta e última edição de 1863, torna-se completamente insípida sobre ele. Decorado com muitas gravuras, procurou-se afirmar a existência dos demônios. Collin de Plancy terminou sua carreira com uma colaboração com o Abbé Migne, para completar um Dicionário das ciências ocultas ou Enciclopédia teológica, descrito por alguns como uma autêntica obra da doutrina Católica Romana.
Muitos artigos escritos no Dictionnaire Infernal, ilustram movimentações feitas pelo do autor, no que se refere ao racionalismo, a fé e a vontade de acreditar sem provas. Por exemplo, ele admite que a eficácia possível da quiromancia, rejeitando a cartomancia :
"É certo que a quiromancia e, especialmente, a fisionomia, tem pelo menos alguma plausibilidade: eles tirarem as suas previsões de sinais, que dizem respeito às características que distinguem e caracterizam pessoas, das linhas que os sujeitos carregam com eles mesmos, que são obra da natureza, e que alguém pode acreditar significativo, uma vez que são únicas para cada indivíduo. Mas os cartas, apenas artefatos humanos, não sabem nem o futuro, nem o presente, nem do passado, não tem nada da individualidade da pessoa consultá-los. Por mil pessoas diferentes, eles terão o mesmo resultado, e consultou vinte vezes sobre o mesmo assunto, eles vão produzir vinte produções contraditórios." (pág. 82).

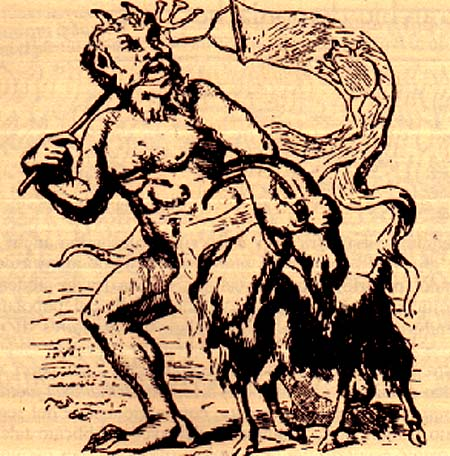
Ilustração de Azazel segundo o dictionnaire infernal.

## Lista de demônios
1. Abadom
2. Abraxas-Abracas
3. Adrameleque
4. Agares
5. Alastor
6. Alloces
7. Amdusias
8. Amon
9. Andras
10. Asmodeus
11. Astaroth
12. Azazel
13. Baal
14. Balan
15. Barbatos
16. Behemoth
17. Belphegor
18. Beelzebuth
19. Berith
20. Bhairava-Beyrevra
21. Buer
22. Kali
23. Caim
24. Cerbere
25. Deumus Deimos
26. Eligos/Abigor
27. Eurynome
28. Flaga
29. Flauros
30. Foras
31. Furfur
32. Ganga-Gramma
33. Garuda
34. Glasya-Labolas
35. Gomory
36. Haborym
37. Ipes
38. Lâmia
39. Lechies
40. Leonardo
41. Leviatã
42. Lúcifer
43. Malphas
44. Mammon
45. Marchosias
46. Melchom
47. Moloch
48. Nickar
49. Nybbas
50. Orobas
51. Paimon
52. Picollus
53. Pruflas/Busas
54. Rahovart
55. Ribesal
56. Ronwe
57. Scox
58. Stolas
59. Tap
60. Torngasoak
61. Ukobach
62. Uvall
63. Volac
64. Xaphan
65. Yan-gant-y-tan
66. Zaebos

## Edições
- Dictionnaire infernal - ISBN 2-264-02956-0.